# シングルス (ピチカート・ファイヴのアルバム)
『singles; pizzicato five in triad & readymade years』（シングルス ピチカート・ファイヴ・イン・トライアド・アンド・レディメイド・イヤーズ）は、2001年6月21日に発売されたピチカート・ファイヴ通算7作目のベスト・アルバム。

## 解説
2001年3月31日に解散したピチカート・ファイヴが日本コロムビア内の2つのレーベル、triadと*********(readymade) records,tokyo在籍時発表時のシングル表題曲を集めた、初のシングル・コレクション。

## 再発盤
2006年3月31日、小西康陽の新アートディレクションによる再発盤が発売。

## 収録曲
| 全作詞・作曲: 小西康陽。 |                                                           |          |            |      |
| #                        | タイトル                                                  | 作詞     | 作曲・編曲 | 時間 |
| 1.                       | 「スウィート・ソウル・レヴュー sweet soul revue」         | 小西康陽 | 小西康陽   | 4:45 |
| 2.                       | 「東京は夜の七時 the night is still young」               | 小西康陽 | 小西康陽   | 5:00 |
| 3.                       | 「ハッピー・サッド happy sad」                            | 小西康陽 | 小西康陽   | 4:58 |
| 4.                       | 「スーパースター superstar」                              | 小西康陽 | 小西康陽   | 5:27 |
| 5.                       | 「陽の当たる大通り on the sunny side of the street」      | 小西康陽 | 小西康陽   | 4:14 |
| 6.                       | 「悲しい歌 triste」                                       | 小西康陽 | 小西康陽   | 4:16 |
| 7.                       | 「ベイビィ・ポータブル・ロック baby portable rock」       | 小西康陽 | 小西康陽   | 4:05 |
| 8.                       | 「メッセージ・ソング a message song」                     | 小西康陽 | 小西康陽   | 3:44 |
| 9.                       | 「イッツ・ア・ビューティフル・デイ it's a beautiful day」 | 小西康陽 | 小西康陽   | 4:07 |
| 10.                      | 「モナムール東京 mon amour tokyo」                        | 小西康陽 | 小西康陽   | 3:34 |
| 合計時間:                | 合計時間:                                                 | 44:10    |            |      |

| 全作詞・作曲: 小西康陽。 「恋のルール・新しいルール」 作曲：筒美京平 「東京の合唱～午後のカフェで」作詞：小西康陽＋YOU THE ROCK★ |                                                                                  |          |            |       |
| # | タイトル                                                                         | 作詞     | 作曲・編曲 | 時間  |
| 1. | 「大都会交響楽 I hear a symphony」                                               | 小西康陽 | 小西康陽   | 4:19  |
| 2. | 「恋のルール・新しいルール la règle du jeu」                                     | 小西康陽 | 小西康陽   | 4:18  |
| 3. | 「きみみたいにきれいな女の子 such a beautiful girl like you」                    | 小西康陽 | 小西康陽   | 5:19  |
| 4. | 「ウィークエンド week-end」(featuring：加藤ひさし（ザ・コレクターズ）)           | 小西康陽 | 小西康陽   | 3:40  |
| 5. | 「プレイボーイ・プレイガール playboy playgirl」                                  | 小西康陽 | 小西康陽   | 4:26  |
| 6. | 「ダーリン・オブ・ディスコティック darlin' of discothèque」                      | 小西康陽 | 小西康陽   | 11:28 |
| 7. | 「ノンストップ・トゥ・トーキョー nonstop to tokyo」                              | 小西康陽 | 小西康陽   | 6:49  |
| 8. | 「パーフェクト・ワールド a perfect world」                                       | 小西康陽 | 小西康陽   | 3:52  |
| 9. | 「東京の合唱～午後のカフェで à tokyo」(featuring：松崎しげる＋ユウ・ザ・ロック★) | 小西康陽 | 小西康陽   | 5:09  |
| 10. | 「12月24日 24 Decembre」                                                         | 小西康陽 | 小西康陽   | 4:37  |
| 合計時間: | 合計時間:                                                                        | 53:57    |            |       |

## クレジット
- produced by：小西康陽
- featuring：野宮真貴